# 직지대로
직지대로는 지방도 596호선의 일부로써, 충청북도 청주시 흥덕구 정봉동에서 청원구 우암동에 이르는 도로로 총 길이가 8.9Km이고 왕복 4 ~ 9차선 도로이다. 서쪽으로 향하면 청주역로(지방도 507호선)과 연결되고, 동쪽은 상당로(국도 17호선, 36호선)과 연결된다.

## 노선
청주역사거리(지방도 507호선 분기점) - 서촌동입구 - 서청주나들목(고속국도 35호선 분기점) - 서청주교사거리(청주 제2순환도로 분기점) - 솔밭공원사거리 - 봉정사거리 - 봉명사거리(청주 제1순환도로 분기점) - 흥덕사거리 - 흥덕대교 - 우암사거리 - 청주대사거리(국도 17호선, 36호선 분기점)